# トロヤ衛星

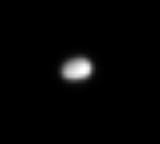
ポリデウケス。土星の衛星ディオネの公転軌道上のトロヤ衛星の一つ

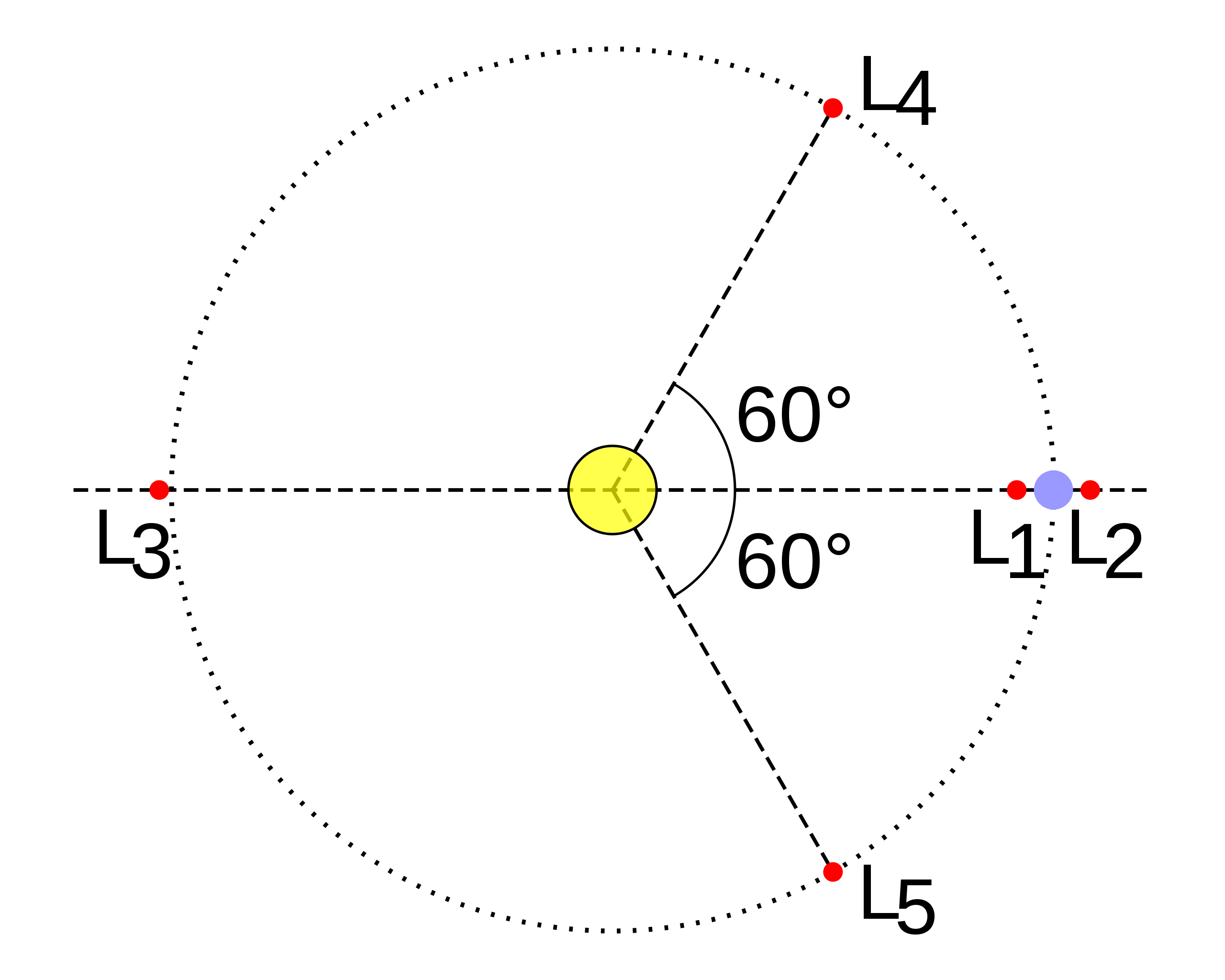
ラグランジュポイント。トロヤ衛星はL_{4}またはL_{5}の位置にある

トロヤ衛星（英語：Trojan moon）は、ある惑星を周る衛星群のうち、惑星と大きな衛星とが作るラグランジュ点のL4またはL5の位置を占める衛星。トロヤ衛星は、大きな衛星が惑星の周りを公転する軌道上にあり、中央の惑星から見て大きな衛星から60度先行した位置と60度追従する位置にある。トロヤという名称は、トロヤ群という小惑星の集団（木星が太陽を周る公転軌道上のL4およびL5の位置に散在する）の名からの類推によりつけられたものである。
現在、太陽系内では4つのトロヤ衛星が知られており、すべて土星の周囲を周っている。テレストとカリプソは、土星の5番目に大きな衛星テティスと同一軌道上にあり、ヘレネとポリデウケスは土星の4番目に大きな衛星ディオネと軌道を共にする。これらの衛星はラグランジュ点の周りを方位角方向に動き回る。ポリュデウケスが最もずれが大きく、土星-ディオネ系のL5から最大で32度離れる。テティスやディオネはラグランジュ点に引き連れている衛星たちよりもずっと質量が大きく、土星はこの2つの衛星よりもさらにずっと大きい。このためにこれら全体の系は安定になっている。
地球-月系においてもトロヤ衛星に対する探索が行われてきたが、若干の塵（コーディレフスキー雲）があると推定されるものの、衛星と呼べるものは発見されていない。